# لابيتنانغي
لابيتنانغي (بالروسية: Лабытнанги) هي إحدى مدن روسيا في الكيان الفدرالي الروسي أوكروغ يامالو-نينيتس الذاتية.